# Johann Baptist Heinrich (Politiker)

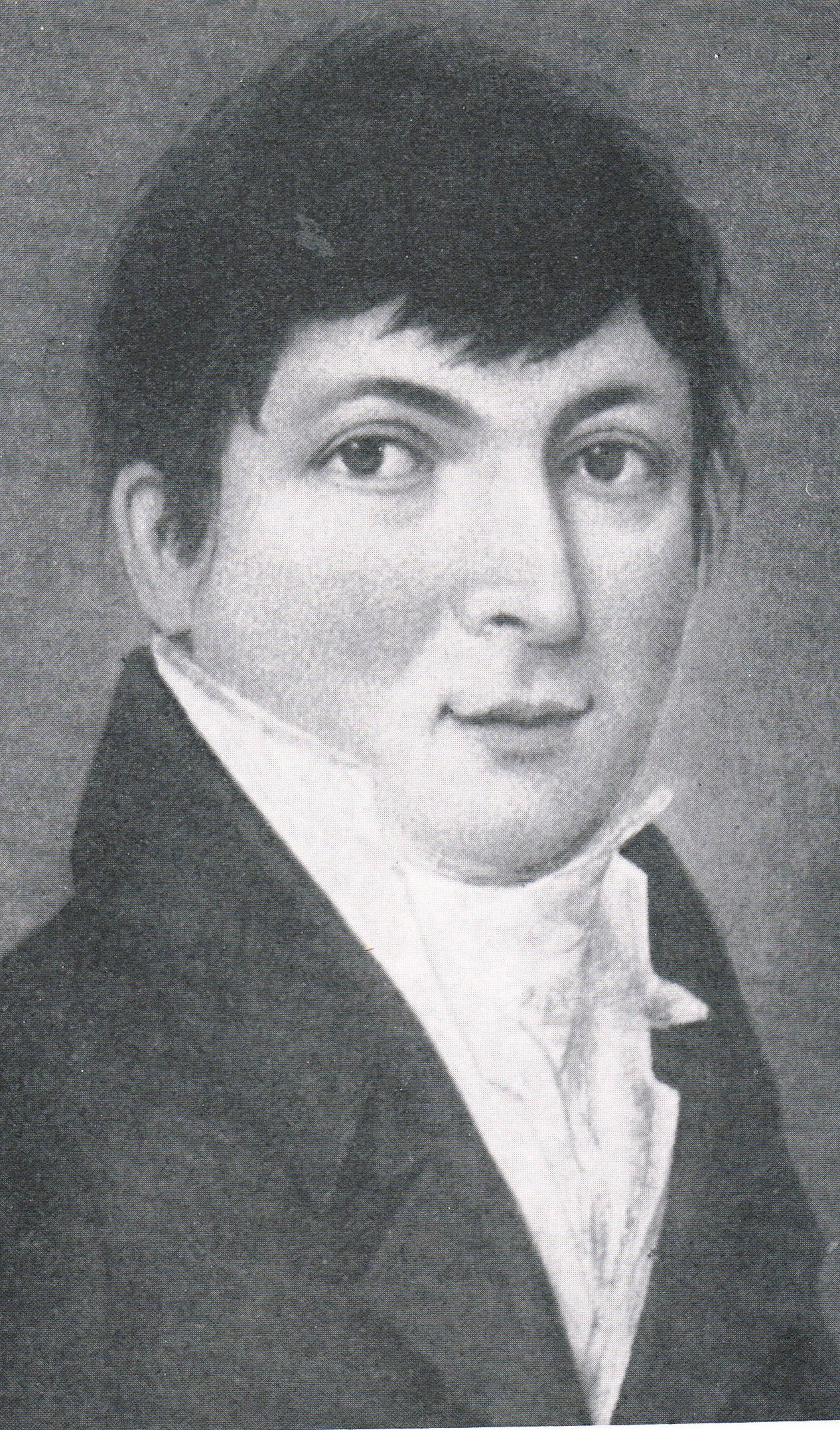
Johann Baptist Heinrich, zeitgenössische Abbildung

Johann Baptist Heinrich (* 19. März 1774 in Mainz; † 5. Mai 1838 ebenda) war von 1837 bis 1838 Oberbürgermeister von Mainz.

Der langjährige Freund von Franz Konrad Macké studierte an der (ersten) Mainzer Universität Philosophie. Er musste aber die Stadt verlassen, da sein Vater den Eid auf Napoleon verweigerte. Er wurde Polizeikommissar in Speyer und stieg 1814 zum Polizeidirektor des Département Donnersberg auf.

1817 wurde er als Adjunkt des Bürgermeisters in die Verwaltung der Stadt berufen. In diese Zeit fiel die von ihm maßgeblich geförderte Gründung der Mainzer Sparkasse von 1827.

Am 1. Januar 1835 war J. B. Heinrich zum Civilstandsbeamten der Stadt Mainz ernannt worden. Das Amt des Mainzer Bürgermeisters hatte er in den Jahren 1837 und 1838 inne.

In seine Amtszeit fiel die Errichtung des Gutenberg-Denkmals von Bertel Thorvaldsen.

J. B. Heinrich war 1838 Gründungsmitglied des Mainzer Carneval-Vereins, und der erste Mainzer Rosenmontagszug fiel in seine Amtszeit.

Während seiner Amtszeit starb er an einer Krankheit.

Sein Sohn war der bekannte Mainzer Domkapitular, Domdekan und Generalvikar Johann Baptist Heinrich.